# 宋瑭
宋瑭（1458年—？），字德潤，陝西西安府邠州人，民籍，明朝政治人物。

## 生平
陝西鄉試第五十名舉人。弘治九年（1496年）中式丙辰科會試第九十六名，三甲第五十三名進士。

## 家族
曾祖宋士廉；祖父宋八；父宋希祿，母席氏。慈侍下。兄宋鎮。